# Welicoruss

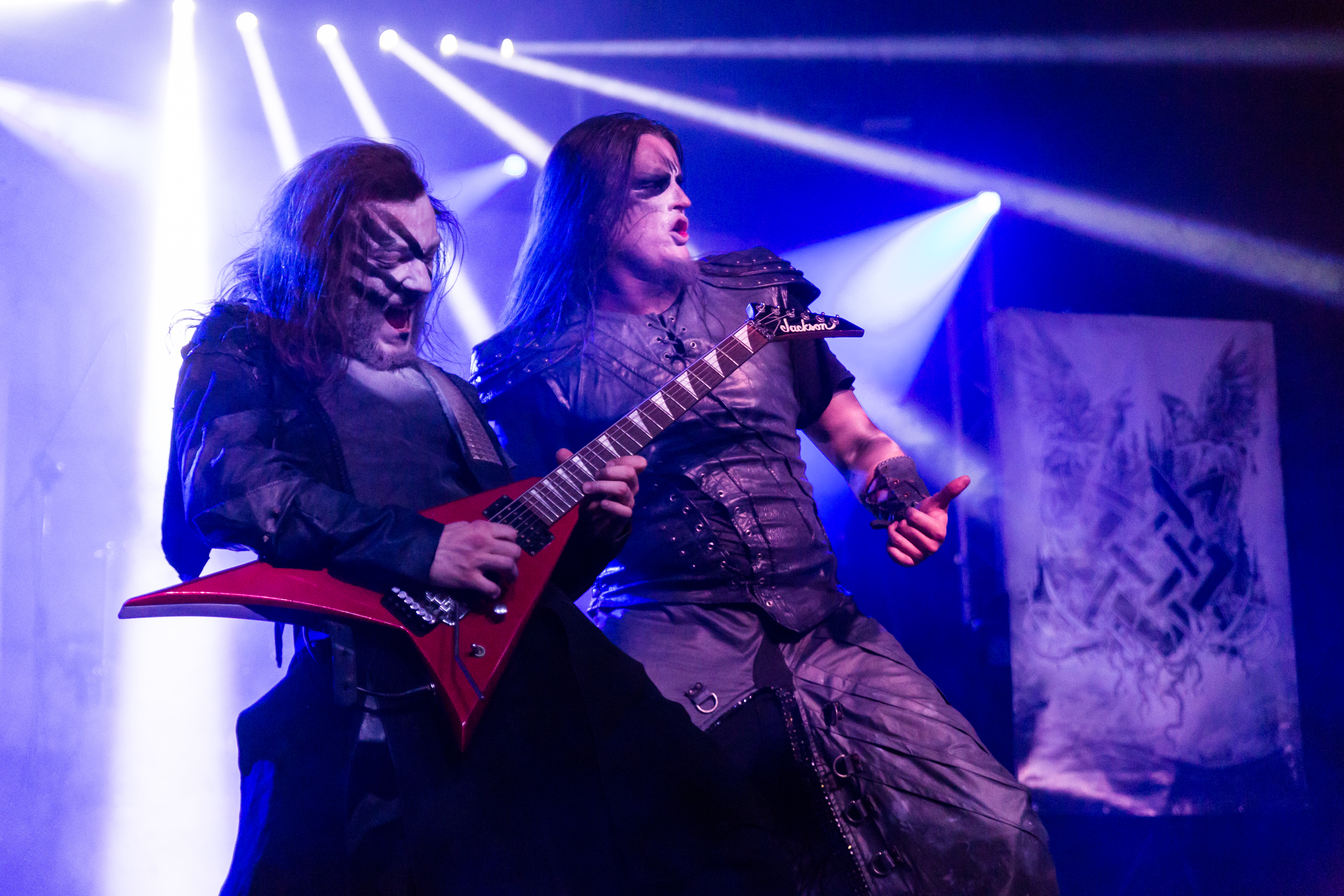
Welicoruss auf dem Wave-Gotik-Treffen 2017 in Leipzig

Welicoruss ist eine Pagan-Metal-Band aus Nowosibirsk, einer Stadt in Sibirien, Russland. Seit 2014 basiert die Gruppe in Prag, Tschechien.

## Konzept
Der Name der Gruppe „Welicoruss“ hat eine historische Assoziation, die aus dem Namen des nordöstlichen Teils des damaligen Russlands stammt. Der Name nimmt auch Bezug zum russischen Revolutionär Tschernyschewski. Die Band nutzt musikalisch Ideen aus dem Bereich des Black Metal, bedient sich aber auch an traditionell folklorischen Melodien und benutzt auch symphonische Elemente in ihren Kompositionen. Die Texte, das Konzept und die Ideologie werden durch altrussische und skandinavische Kultur, orientalische Philosophie und heidnisches Erbe inspiriert.

## Geschichte

### Gründung
Das ursprüngliche Soloprojekt wurde im Jahr 2002 von Alexei Boganow gegründet und mehrere Demos wurden selbst produziert, bevor eine komplette Musikgruppe im Jahr 2006 entstand. Ihr erstes Album in voller Länge, die sogenannte WinterMoon Symphony (Wintermond Symphonie), wurde im Jahr 2008 veröffentlicht. Das zweite Album Apeiron folgte kurz darauf im Jahr 2009. Beide Alben wurden von der russischen Plattenfirma CD-Maximum veröffentlicht, bevor die Gruppe den Vertrag mit der Plattenfirma im Jahr 2009 auflöste.

### Russische Zeit
2008 veröffentlichte Welicoruss ein Video zum Song BlizzardEin Video zum Lied Blizzard.
Noch im selben Jahr trat Welicoruss mit Bands wie Gorgoroth, Samael, Moonspell und Cynic auf dem Metalheads Mission Festival auf. Durch Veröffentlichungen in der russischen Print Publikation Dark City Magazine gewann die Band weiter an Anerkennung. Im Jahr 2009 spielte die Band mit der Wintermoon Symphony Tour ihre erste Headliner-Tour, in sechzehn verschiedenen russischen Städten. Ein Highlight der Tour stellte der gemeinsame Auftritt mit der legendären altnordischen Viking-Metal-Band, Helheim im Jahr 2009, dar.
Am 31. Juli 2011 veröffentlichte Welicoruss dann eine kostenlose Online-Single mit dem Titel Kharna, die aus drei neuen Liedern bestand, ein Intro und einer Orchesterversion des Titeltracks. Diese Veröffentlichung stellt die Gruppe in ein etwas anderes Licht, mit einem mehr melodischem Stil und einem allumfassenden Schreibprozess.
Im Oktober 2011 unterschrieb die Gruppe einen Vertrag mit, der in den USA basierenden, Plattenfirma „Domestic Genocide Records“. Am 12. Dezember 2011 wurde das Musikvideo zu Kharnha dann das erste Mal live präsentiert. Das Video wurde von Imperium Studios unter der Leitung von Alexander Tsurupa und Alexander Semko gefilmt. Es verfügt über klassische russisch-skandinavische Themen und der Beteiligung der historischen Rekonstruktion Gruppe „Steel Fist“ und Modell Sofia Sonador.
Im November 2012 wurde das neue Video Sons of the North auf YouTube veröffentlicht. Das unter der Regie von Alexei Boganow gedrehte und von „EYE Cinema“ Studio produzierte Video handelt von einem Mann, der aus Versehen die Söhne des Nordens weckte, die wiederum von einer Hexe getötet wurden und jetzt nach einer Rache suchen.

### Der Umzug nach Europa
Im Jahr 2013 erkannte sänger Alexei Boganow, dass Welicoruss ihre maximalen Möglichkeiten in den östlichen Teilen Russlands erreicht hatten. Im Herbst 2013 zog er dann nach Prag und beschloss dort eine neue Formation zusammenzubauen. Bald traten, der aus Serbien stammende, Gitarrist Gojko Marić, der russische Bassist Dmitriy Zhikharevich und der tschechische Schlagzeuger David Urban der Band bei und machten somit aus Welicoruss eine internationale Band.
2014 spielte die Band bei den Konzerten von Arkona in Prag und Brünn mit und gab Konzerte in zahlreichen Festivals wie „Made of Metal“ oder „Under the Dark Moon“. Das neue Album Az esm („Ich bin“ aus dem Altrussischen) wurde offiziell am 31. Januar veröffentlicht. Das Album wurde in Nowosibirsk erstellt und aufgezeichnet, jedoch wurden einige Songs in Prag neu aufgenommen. Um dieses Album zu unterstützen, begann die Band ihre erste europäische „Az Esm Tour“, mit Konzerten in Deutschland, Österreich, Polen, Slowenien, der Schweiz, Frankreich und den Niederlanden.
Im Februar 2015 wurde im deutschen Metal-Magazin Legacy ein Artikel über die Band Welicoruss veröffentlicht, was zu einer hohen Bewertung des neuen Albums führte.
Das Jahr 2016 war komplett gefüllt mit Konzerten in Tschechien, Deutschland, Österreich, der Slowakei und sogar Frankreich. Welicoruss trat auch auf einer Reihe großer Festivals auf, wie dem Ragnarök-Festival in Deutschland, dem Rock of Sadská Fest (Tschechische Republik), dem Czech Death Festival (Tschechische Republik), dem Gothoom Festival (Slowakei), dem Heathen Rock Festival (Deutschland) und dem Exit Festival (Serbien).
Das folgende Jahr 2017 war das Jahr eines noch größeren Durchbruchs dank einer Einladung zu einem der größten Metal-Festivals Europas – dem Hellfest in Frankreich. Während ihres Auftritts beim Hellfest spielten Welicoruss vor mehr als 12.000 Fans und ernteten dabei viele tolle Reaktionen das Festival selbst und lange nach dem Ende des Hellfests.
Im Laufe des Jahres verließ Bassist Dmitry aufgrund geänderter Lebensprioritäten das Unternehmen und Ondřej Zadny tritt an seine Stelle. Im selben Jahr ging Welicoruss mit der Melodic-Black-Metal-Band Wolves Den auf ihre längste Tour in Europa und besucht während der Tour 20 Städte in Deutschland, Frankreich, Belgien, den Niederlanden, der Schweiz, Österreich und später gingen sie mit den österreichischen Harakiri for the Sky auf eine einwöchige Tour durch Tschechien, die Slowakei und Ungarn.
Im folgenden Jahr (2018) tourte Welicoruss viel aggressiver und spielte mehrere Shows pro Woche. Derzeit ist die Band in der europäischen Szene stärker als je zuvor und tritt auf lokalen Festivals wie dem Horner Fest (Deutschland), dem Hammerfest (Italien), dem Schlichtenfest (Deutschland), dem Metal United Festival (Deutschland) und der Wolfszeit (Deutschland) auf. Zwischen den Konzerten feilten die Bandmitglieder an neuen Songs und im Frühjahr 2018 präsentierten sie ihr neues Werk live in Tschechien und überraschten ihre Fans mit einem deutlich härteren Sound und vor allem mit englischen Texten. Zu dieser Zeit unternahm die Band eine Expedition auf den Balkan und spielte in Serbien, Rumänien und Ungarn.
In der zweiten Jahreshälfte ging Welicoruss mit den polnischen Wikingern Valkenrag auf eine zehntägige Tournee, später im selben Jahr spielte die Band eine Minitournee in Zypern (Nicosia und Larnaka), die ein großer Erfolg war. Zu diesem Zeitpunkt verließ Ondřej die Band und wurde durch Tomáš Mangusek am Bass ersetzt, und Tomáš ist noch heute in der Band.
Ende 2018 ging die intensive Arbeit am Album zu Ende und nicht nur Alexei, sondern auch neue Mitglieder – Gojko Marić (Gitarren und Orchesterparts) und Ilya Tabachnik, der daran gearbeitet hat – leisteten harte Arbeit. Er übernahm alle Schlagzeugparts für das neue Album und beteiligte sich aktiv am kreativen Prozess, bei dem er sehr progressive, aber gleichzeitig direkte und markante Drums kreierte. Fast alle Texte wurden von Alexei geschrieben und er gab ihnen ein starkes philosophisches Konzept. Alle Beteiligten waren sich einig, dass das Album aus Spielersicht aggressiv und herausfordernd ist und dass es außerdem ein Album ist, auf das alle stolz sind.
Anfang 2019 kam Welicoruss ins Faust-Studio in Prag, um im Januar ein weiteres Langspielalbum aufzunehmen. Es war eine völlig neue Erfahrung für die Band, die Welicoruss nach langem Überlegen half, ihren Sound zu finden.
Alexei Stetsyuk, der sich in seinem Drygva-Studio in Weißrussland um Mixing und Mastering kümmerte, half bei der Soundfindung. Auf diesem Album singt nicht nur Alexei zum ersten Mal (auf dem Album sind viele Stilrichtungen zu hören), sondern auch Ilya Tabachnik, der sich für das neue Album um fast den gesamten Klargesang gekümmert hat. Einzige Ausnahme ist der Gastauftritt von Sänger Robert Carson von der Schweizer Band Xaon.
Anschließend verließ Gitarrist Gojko Marić das Unternehmen aus persönlichen Gründen und wurde durch Tomáš Sršně ersetzt, der als Gastgitarrist kam.
Ende des Jahres, am 30. November 2019, unterzeichnete die Band einen Vertrag mit dem deutschen Label El Puerto Records, das das letzte reguläre Album Siberian Heathen Horde veröffentlichte, das neun neue Songs enthält. Der Veröffentlichungstermin hierfür ist der 27. März 2020.
Am 14. März 2023 trat der Gitarrist Filip Rabenseifner der Band bei und ersetzt Gastgitarrist Tomáš Sršná. Filip wurde bald ein vollwertiges Mitglied der Band.
Im Laufe des Jahres 2023 schloss sie die Arbeiten am neuen Album Dedmans Manifest ab und begann in der zweiten Jahreshälfte mit der Aufnahme dieses Albums im The Barn Studio. Das neue Album soll 2024 erscheinen.

## Diskografie

### Demos
- 2002: WinterMoon Symphony
- 2004: WinterMoon Symphony (2nd Version)

### EPs
- 2008: Wintermoon Symphony
- 2011: Kharnha

### Alben
- 2008: WinterMoon Symphony
- 2009: Apeiron
- 2015: Az Esm
- 2020: Siberian Heathen Horde

## Musikvideos
- 2007: Slavonic Power (WCG)
- 2008: Blizzard (WCG)
- 2009: Slava Rusi (WCG)
- 2011: Kharnha (Imperium Studio)
- 2012: Sons of the North (EYE Cinema)
- 2015: Az Esm (TBA)